# Septembre 2016
Septembre 2016 est le 9e mois de l'année 2016.

## Événements
- 1er septembre : une éclipse solaire est visible depuis une partie de l'Afrique.
- 2 septembre :
  - une explosion fait 14 morts et 67 blessés à Davao aux Philippines[1] ;
  - décès d'Islam Karimov, président de l'Ouzbékistan ; Nigmatilla Yoldoshev assure l'intérim.
- 4 septembre :
  - élections législatives à Hong Kong ;
  - élections régionales en Mecklembourg-Poméranie-Occidentale (Allemagne) ;
  - canonisation de Mère Teresa, par le pape François ;
  - l'astéroïde (17473) 1991 FM3 est nommé Freddiemercury en l'honneur de Freddie Mercury.
- 4 et 5 septembre : sommet du G20 à Hangzhou en Chine.
- Du 7 au 18 septembre : Jeux paralympiques d'été de 2016 à Rio de Janeiro au Brésil.
- 8 septembre : lancement de la sonde OSIRIS-REx en direction de l'astéroïde (101955) Bénou.
- Du 8 au 10 septembre : élections législatives aux Seychelles.
- 9 septembre :
  - la Corée du Nord procède à un cinquième essai nucléaire souterrain ;
  - des tentatives d'attentats islamistes préparés par un commando de femmes djihadistes échouent à Paris (France)[2] ;
  - un double attentat-suicide fait plus de douze morts et quarante blessés dans un centre commercial de Bagdad (Irak)[3].
- 10 septembre : un séisme de magnitude 5,7 frappe le nord-ouest de la Tanzanie[4].
- 11 septembre :
  - élections législatives en Biélorussie ;
  - élections législatives en Croatie.
- 15 septembre : Tiangong 2, la deuxième station spatiale chinoise, est mise en orbite.
- 17 septembre : à New York, une explosion criminelle fait 29 blessés.
- 18 septembre :
  - élections législatives en Russie ;
  - élections régionales à Berlin.
- 20 septembre : élections législatives en Jordanie.
- 23 septembre : 
  - l'astronome amateur italien Giuseppe Donatiello découvre la galaxie naine Donatiello I[5];
  - une fusillade fait 5 morts dans un centre commercial de Burlington (Washington) aux États-Unis[6].
- 24 septembre :
  - élection du chef du Parti travailliste au Royaume-Uni ;
  - reprise de l'élection présidentielle en Estonie.
- 25 septembre : 
  - en Espagne, élections régionales au Pays basque et en Galice ;
  - inauguration par Barack Obama du musée national de l’histoire et de la culture afro-américaine à Washington, D.C. ;
  - inauguration en Chine du radiotélescope sphérique de cinq cents mètres d'ouverture, plus grand radiotélescope au monde à un seul appareil.
- 26 septembre : 
  - référendum constitutionnel en Azerbaïdjan ;
  - la NASA confirme l’émission possible de panaches d’eau à la surface d'Europe ;
  - le gouvernement colombien et les FARC paraphent l'accord de paix mettant fin au conflit armé qui les opposait.
- 29 septembre : un train déraille à Hoboken dans le New Jersey, faisant un mort et plus de 100 blessés[7].
- 30 septembre : la sonde spatiale Rosetta s’écrase sur la comète Tchouri.